# Huia cavitympanum
Huia cavitympanum е вид земноводно от семейство Водни жаби (Ranidae).

## Разпространение
Видът е разпространен в Индонезия и Малайзия.